# 崔文斌
崔文斌（1917年—1998年12月11日），陕西省绥德县人，中华人民共和国政治人物、中国人民解放军开国少将。

## 生平
1929年12月加入中国共青团。1934年10月参加红军。1936年转入中国共产党。任红军大学特务团连副政治指导员兼教员。
抗日战争时期，任中共陇东特委正宁县工委主任，镇远中心县委组织部部长，新四军第六支队营政治委员，新四军第四师第十一旅第三十三团政治处副主任，盱眙总队副政治委员，淮北军区第三军分区独立第一团政治委员，独立第四团政治委员。
第二次国共内战时期，任华中野战军第六纵队第四十七团政治委员，第三野战军第二十四军第七十二师政治部主任，第七十一师副政治委员、政治委员。
中华人民共和国成立后，任中国人民解放军师政治委员，中南军区空军预科总队政治委员。后担任中国人民志愿军空军第15师政治委员，参加朝鲜战争，中国人民解放军空三军政治部主任、空五军政治部主任，福州军区空军政治部主任。1960年，担任中国人民解放军空军昆明指挥所政治委员，北京军区空军副政治委员。
1961年，晋升为少将军衔，获三级八一勋章、二级独立自由勋章、二级解放勋章。是第四届全国人民代表大会代表。1998年12月11日，因病在北京逝世。